# Синт Лаурайнс
Синт Лаурайнс (на нидерландски: Sint-Laureins) е селище в Северна Белгия, окръг Екло на провинция Източна Фландрия. Населението му е около 6535 души (2011).